# جنگ بریدیان و حمدانیان
نبرد مدائن نبردی میان حمدانیان و بریدیان بر سر سلطه بر شهر بغداد بود که با پیروزی حمدانیان به پایان رسید. این نبرد در نزدیکی مدائن در مرکز عراق، طی یک درگیری شدید چهار روزه (۱۶–۱۹ اوت ۹۴۲) به وقوع پیوست که برای هر دو طرف تلفات زیادی را به همراه داشت؛ همین مسئله باعث شد تا سپاه شکست‌خورده بتواند از مهلکه عقب‌نشینی کند و سپاه پیروز قادر به تعقیب دشمن نباشد. سپاه بریدی ابتدا به واسط و سپس بصره عقب‌نشینی کردند.
در دههٔ ۹۳۰ میلادی، قدرت خلافت عباسی به حدی کاهش یافته بود که آنها حتی توانایی ادارهٔ ولایات نزدیک پایتخت را نیز نداشتند و هر ولایت خلافت، به دست یک خاندان محلی افتاده‌بود. حتی در خود سرزمین عراق نیز خاندان‌های محلی سر برآورده‌بودند. از طرف دیگر، از سال ۹۳۶ به بعد، صاحبان یک منصب نظامی موسوم به «امیرالامرا»، خلفا را از قدرت کنار گذاشتند. رقابت پیچیده‌ای میان این سلسله‌های محلی و فرماندهان باقیمانده از ارتش عباسی بر سر کنترل بغداد و رسیدن به مقام «امیرالامرا» درگرفته بود.
در این میان، بریدیان، یک خاندان محلی حاکم در بصره، قدرت خود را گسترش دادند و در سال ۹۴۱ برای مدت کوتاهی بغداد را تصرف کردند؛ گرچه در سال بعد با شورش مردم مواجه، و مجبور به خروج از شهر شدند. اما آنها مجدداً بازگشتند و نیروهای امیرالامرای وقت، ابن رائق، را شکست دادند. خلیفه به‌همراه ابن رائق به موصل نزد حمدانیان گریخت و از آنها درخواست کمک کرد. رهبر حمدانیان، ناصرالدوله، ابن رائق را به قتل رساند و تا به مقام امیرالامرایی برسد. همچنین سرداران ترکی که پس از فرار خلیفه در بغداد مانده‌بودند، به بریدیان خیانت کردند و به حمدانیان پناهنده شدند و آنها را به حمله تشویق کردند. سرانجام حمدانیان پذیرفتند به بغداد لشکر بکشند و درپی هجوم آنها، فرماندار بریدی از بغداد فرار کرد و حمدانیان با استقبال مردم بغداد را تصرف کردند؛ اما طولی نکشید که لشکر بریدی به جنگ سپاه حمدانی شتافت.
نبردی چهارروزه در جنوب مدائن درگرفت که درآن حمدانیان پیروز شدند و چندین نفر از مقامات بریدی را به اسارت گرفتند؛ ولی هر دو طرف تلفات سنگینی دادند. فرمانروای حمدانی، قصد ادامه دادن حملات را داشت ولی تدارکات کافی به وی نرسید و به بغداد بازگشت و پس از مدتی حمدانیان به‌دلایلی بغداد را رها کردند به موصل بازگشتند.
توزون، سردار ترک که در نبرد با حمدانیان متحد بود و بعدتر به مقام امیرالامرا رسیده‌بود، پس از خروج حمدانیان از بغداد، با بریدیان مصالحه کرد. خلیفه که این صلح را یک تهدید تلقی می‌کرد، مجدداً به شمال نزد حمدانیان گریخت و درخواست کمک کرد. توزون خلیفه را تعقیب کرد و حمدانیان را شکست سختی داد و موصل را تسخیر کرد. حمدانیان و توزون توافق کردند که حمدانیان از ادعای خود بر مناطق مرکز عراق دست بردارند و خراج بپردازند و درعوض توزون حکومت آنها در موصل را به رسمیت بشناسد. خلیفه نیز حاضر شد به بغداد بازگردد ولی از خلافت خلع شد و خلیفهٔ جدید جایش را گرفت. البته، پیروزی‌های توزون چندان دوام نیاوردند؛ در سال ۹۴۵ توزون از دنیا رفت و در سال ۹۴۶، آل بویه با فتح بغداد، به این رقابت‌ها پایان دادند.

## پیش‌زمینه

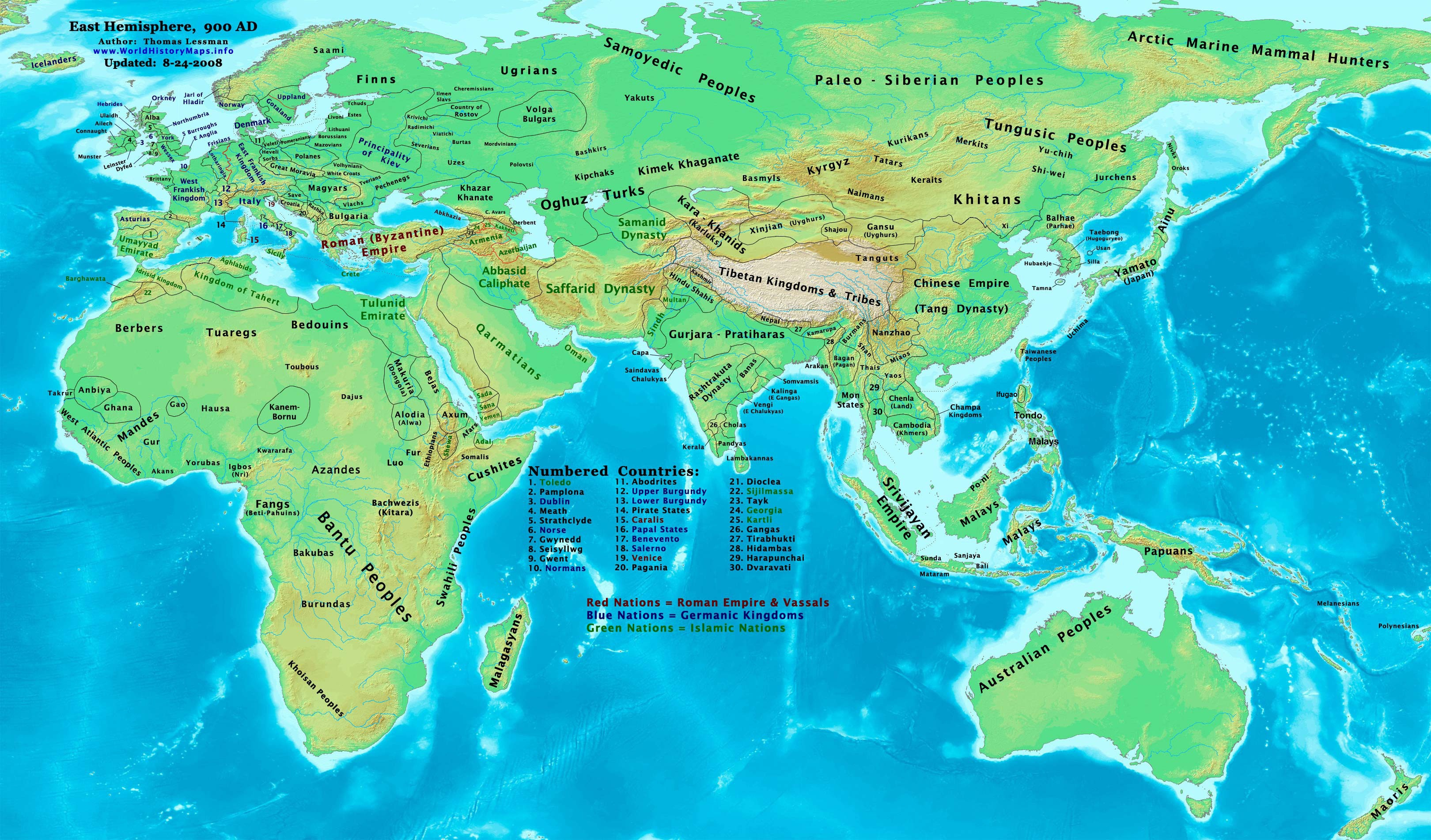
نقشهٔ جهان در ابتدای قرن دهم میلادی (سوم هجری)، خلافت عباسی از مدت‌ها پیش کنترل ولایات دورتر خلافت را از دست داده‌بود؛ امّا خلیفه در این زمان حتی در شهر بغداد هم قدرتی نداشت

در دهه ۹۳۰، در اثر یک رشته جنگ‌های داخلی که باعث تضعیف دولت مرکزی آن شد، خلافت عباسی تجزیه و قدرت خلافت به قلمروهای اصلی خود محدود شد. تسلط مؤثر بر ولایات دورتر خلافت از مدت‌ها پیش از دست رفته بود؛ اما اکنون در نواحی اطراف خودِ عراق نیز سلسله‌های محلی خودمختار پدید آمده‌بودند: مصر و سوریه تحت حاکمیت اخشیدیان قرار گرفتند، حمدانیان حاکمیت جزیره را به دست گرفتند و بیشتر مناطق ایران توسط دیلمی‌ها اداره می‌شد (که خاندان دیلمیِ آل بویه از میان باقی دیلمی‌ها اقتدار بیشتری داشتند). حتی در خود سرزمین عراق نیز اقتدار خلافت به چالش کشیده می‌شد: در جنوب، در اطراف بصره، خاندان بریدی، به رهبری ابوعبدالله بریدی، حکومت خود را تأسیس کردند ولی با وجود خودمختاری، به‌طور معمول از درآمدهای مالیاتی بغداد برای پر کردن خزانه خودشان استفاده نمی‌کردند. این حاکمان خودمختار، بر سر سلطه بر بغداد، مرکز اداری عراق و مقر خلفای عباسی، با یکدیگر و با جنگ‌سالاران باقیمانده از قشون عباسی رقابت می‌کردند. از سال ۹۳۶ میلادی، خلفا توسط مجموعه‌ای از امرای مستبد نظامی که خود را با عنوان أمیرالامرا خطاب می‌کردند، از قدرت کنار گذاشته شدند. مبارزه پیچیده‌ای برای تسلط بر منصب امیرالامرا و خلافتِ ظاهری همراه با آن، در میان حاکمان مختلف محلی و فرماندهان ترک سپاه درگرفت که بعدتر در سال ۹۴۶ با پیروزی آل بویه به پایان رسید.
در این آشوب، بریدی‌ها موفق شدند اراضی خود را از بصره تا واسط گسترش دهند، پشتیبانی دیلمی‌های قشون عباسی را به دست آورند و برای نخستین بار بغداد را در ماه ژوئن سال ۹۴۱ برای مدت کوتاهی تصرف کنند. به هر حال، حکومت آن‌ها همچنان پایدار نبود؛ بریدی‌ها در ماه مارس سال ۹۴۲ با شورش سپاهیان و مردم به‌ناچار از پایتخت خارج شدند و بعدتر بار دیگر توانستند نیروهای أمیرالامرای وقت، ابن رائق، را شکست دهند و وارد پایتخت شوند. ابن رائق و خلیفهٔ وقت، متقی، به سمت شمال، یعنی موصل گریختند که توسط حمدانیان اداره می‌شد. رهبر حمدانیان، حسن، ابن رائق را به قتل رساند و توسط خلیفه به مقام أمیرالامرایی منصوب شد و لقب افتخاری «ناصرالدوله» را از او دریافت کرد. از طرفی حکومت بریدیان در بغداد، ظالمانه و پر از هرج و مرج بود؛ زیرا حکمرانان جدید پایتخت، تنها به دنبال کسب ثروت بیشتر بودند. بغداد مملو از قحطی، بیماری و بی‌قانونی شده‌بود. بسیاری از نظامیان ترک که سابقاً از افراد ابن رائق بودند و بعدتر به بریدیان پناهنده شده‌بودند، مانند توزون، به فرماندار بریدیِ بغداد، برادر کوچکتر ابوعبدالله، ابوالحسین بریدی، خیانت کردند. پس از این خیانت، آنها با عمدهٔ نیروهای خود به موصل گریختند و در آنجا خلیفه و حمدانیان را تشویق کردند تا به بغداد حمله شود.

## شرح نبرد
حمدانیان این پیشنهاد را پذیرفتند. با حرکت آنها به سوی بغداد، ابوالحسین شهر را رها کرد و نزد ابوعبدالله در واسط گریخت. حمدانیان اواسط ماه ژوئیه با استقبال مردم و به‌صورت پیروزمندانه وارد شهر شدند. با این حال، وضعیت همچنان در تعادل بود، زیرا ابوعبدالله نیروهای خود را در واسط جمع و به سمت پایتخت حرکت کرد. با رسیدن این خبر به شهر، نارضایتی عمومی در بغداد گسترش یافت و خلیفه حرمسرای خود را برای حفظ امنیت به منطقهٔ شمالی‌تر یعنی سامرا فرستاد. فرماندهی لشکر حمدانی برعهده برادرِ ناصرالدوله، یعنی علی و فرماندهی ترکان سپاه حمدانی برعهده توزون و خواجخاج بود. فرماندهی سپاه بریدی نیز به ابوالحسین سپرده شده‌بود.
سرانجام دو سپاه در روستایی موسوم به «گیل»، در ۱۲ فرسنگی جنوب مدائن با یکدیگر روبرو شدند؛ آنها در طی چهار روز، یعنی ۱۶ تا ۱۹ اوت، با یکدیگر مصاف کردند. در ابتدا بریدیان دست برتر را داشتند و حمدانیان را شکست دادند؛ ولی ناصرالدوله توانست آن‌ها را در مدائن جمع کند و بریدیان را شکست دهد. چند تن از مقامات و فرماندهان عالی‌رتبه بریدی، از جمله منشی سپاه آن‌ها، اسیر شدند. برخی دیگر، مانند کل گروه دیلمی‌های سپاه بریدی، به حمدانیان ملحق گشتند. از سوی دیگر، حمدانیان نیز چنان آسیب‌دیده و خسته بودند که قادر به تعقیب بریدیان نبودند. یک هفته بعد، حمدانیان به واسط رفتند و در آنجا بریدیان را مشاهده کردند که به مأمن خود در بصره عقب‌نشینی می‌کردند.
روز ۲ سپتامبر (۱۲ ذی‌الحجه ۳۳۰)، ناصرالدوله با سرداران اسیر بریدی وارد بغداد شد و متقی (خلیفه وقت) لقب سیف‌الدوله (شمشیر سلسله) را به او اعطا کرد. سیف‌الدوله، بعدها به عنوان امیر حلب و قهرمان مسلمین در برابر بیزانسیان شهرت یافت. وقتی این دو لقب که به برادران حمدانی داده‌شد، برای نخستین بار بود که لقبی حاوی پسوند معتبر «الدوله» به هر کسی غیر از وزرای اعظم خلفا اعطا می‌شد.

## عواقب و پیامدها

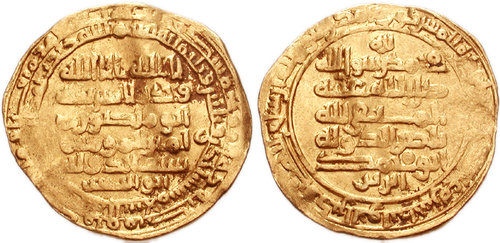
دینار طلا در بغداد به نام ناصرالدوله ۹۴۳

پیروزی پرهزینه در مدائن، بی‌فایده بود؛ در حالی که سیف‌الدوله می‌خواست به لشکرکشی علیه بریدیان ادامه دهد، برادرش ناصرالدوله (به گفته هارولد بوون: «چه از روی غرض‌ورزی و چه از روی سهل‌انگاری») تدارکات را برای او نفرستاد. علاوه بر این، دو فرمانده ترک، توزون و خواجخاج، شروع به نشان دادن علائم نافرمانی کردند. غیرقابل‌اعتماد بودن سپاه سیف‌الدوله، او را مجبور کرد که کارزار را رها کند و مخفیانه به بغداد بگریزد. ناصرالدوله که از این تحولات مأیوس و از پایگاه واقعی قدرت خود دور شده‌بود، تصمیم گرفت بغداد را رها کند و در ماه ژوئن سال ۹۴۳ دو برادر به موصل بازگشتند. پس از رفتن سیف‌الدوله، توزون و خواجخاج برای تقسیم غنائم به توافق رسیدند؛ توزون امیرالامرا شد و خواجخاج، سمت فرماندهی قشون را دریافت کرد؛ اما طولی نکشید که توزون همکارش را نابینا و از میدان سیاست به در کرد.
توزون پس از اینکه بر بغداد تسلط یافت، درصدد برآمد تا با بریدی‌های بصره مصالحه کند؛ که این پیمان با یک ازدواج میان طرفین تأیید می‌شد. اتحاد بین توزون و بریدیان، از سوی خلیفه متقی و مشاورانش یک تهدید تلقی می‌شد؛ ماه سپتامبر سال ۹۴۳، در حالی که توزون هنوز در واسط بود، خلیفه بار دیگر از حمدانیان درخواست کمک کرد و حسین، پسر عموی ناصرالدوله، با سپاهی به بغداد شتافت. خلیفه پایتخت را به سمت شمال ترک و در تکریت با ناصرالدوله ملاقات کرد. توزون بلافاصله واسط را رها کرده و به تعقیب خلیفه در شمال پرداخت. توزون در دو نبرد در نزدیکی تکریت، شکست سختی به سیف‌الدوله وارد آورد و حتی موصل را تسخیر کرد. پس از آن، پیمانی میان توزون و حمدانیان در ۲۶ ماه مه سال ۹۴۴ بسته شد که به موجب آن ناصرالدوله از ادعای خود بر اراضی اصلی خلافت در مرکز عراق صرف نظر کرد و در ازای آن، حکمرانی وی بر بین‌النهرین علیا و ادعاهایش بر سوریه به رسمیت شناخته‌شد. همچنین مقرر گشت سالانه ۳٫۶ میلیون درهم خراج بپردازد.

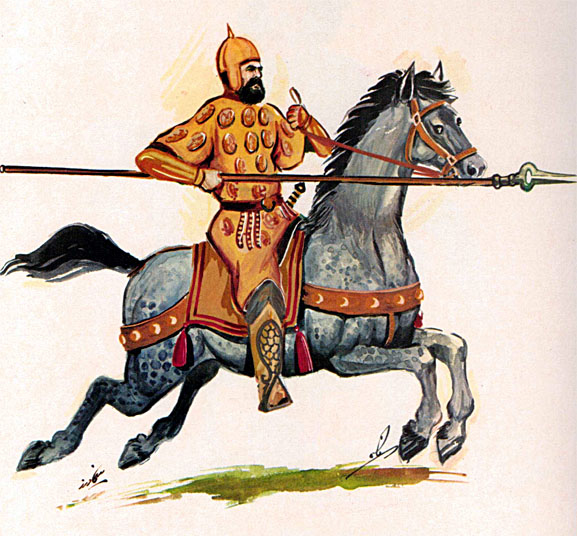
سواره‌نظام دیلمی

پیروزی توزون زمانی تکمیل شد که خلیفه متقاعد شد به پایتخت بازگردد، اما از خلافت خلع و سپس کور شد و خلیفه جدید، مستکفی جانشینش گشت؛ البته همین واقعه باعث تضعیف توزون شد. اقتدار وی نیز زیاد به طول نیانجامید، زیرا تقریباً بلافاصله باید با حملات آل بویه روبرو می‌شد. هنگامی که توزون در سال ۹۴۵ درگذشت، منشی او، «محمد بن شیرزاد» تلاش کرد پشتیبانی حمدانیان را جلب کند اما تلاشش بی‌فایده بود. روز ۱۶ ماه ژانویه سال ۹۴۶، آل بویه بغداد را تسخیر کردند و این آغازی بر صد سال حکومت این سلسله بر بغداد بود. در این زمان، بریدیان نیز با چالش‌های جدی مواجه بودند. آنها باید از بصره در برابر حاکم عمان دفاع می‌کردند؛ اما تدارکتشان درطی کشمکش‌های طولانی برای فتح بغداد، به اتمام رسیده‌بود. ابوعبدالله بریدی، برادر بزرگتر از برادر کوچکترش، ابو یوسف که میزان زیادی مال اندوخته‌بود، وام خواست؛ اما وی این درخواست را رد کرد. ابوعبدالله از این رو ابو یوسف را به قتل رساند اما خودش هم هشت ماه بعد در نهه ژوئن سال ۹۴۴ درگذشت. سپس پسرش ابوالقاسم، از سوی خلافت به حکومت بصره منصوب شد اما فتح بغداد توسط آل بویه در سال ۹۴۷، باعث گریز ابوالقاسم از بصره شد و بدین‌ترتیب، حکومت بریدیان منقرض گردید.

## واژه‌نامه
1. ↑  Harold Bowen